# Славутич (зупинний пункт)
Славýтич — пасажирський залізничний зупинний пункт Херсонської дирекції Одеської залізниці на неелектрифікованій  лінії Снігурівка — Миколаїв між зупинним пунктом Новопетрівка (3,5 км) та станцією Засілля (11 км). Розташований поблизу села Благодатне Миуолаївського району Миколаївської області.

## Пасажирське сполучення
На платформі Славутич зупиняються приміські поїзди сполученням Миколаїв — Біла Криниця — Апостолове.